# Assiringia tibeta
Assiringia tibeta är en insektsart som beskrevs av Shen och Zhang 1995. Assiringia tibeta ingår i släktet Assiringia och familjen dvärgstritar. Inga underarter finns listade i Catalogue of Life.